# Семантична стійкість
Семантична стійкість — характеристика криптосистем в криптографії. Семантично стійкими є криптосистеми, в котрих з шифротексту можна витягнути лише незначну інформацію про відкритий текст. Семантична стійкість є аналогом концепції безумовної безпеки Шеннона. Безумовна безпека означає, що шифротекст не розкриває жодної інформації про відкритий текст, тоді як семантична стійкість передбачає, що будь-яку розкриту інформацію неможливо витягнути виконуємим чином.

## Історія
Поняття семантичної стійкості було вперше висунуто Голдвассером та Мікалі в 1982 році. Однак визначення, яке вони спочатку пропонували, не передбачудало прямих засобів для підтвердження безпеки практичних криптосистем. Згодом Голдвассер та Мікалі продемонстрували, що семантична стійкість еквівалентна іншому визначенню безпеки, а саме нерозрізненності шифротексту під час атаки з підібраним відкритим текстом. Це останнє визначення є більш поширеним, ніж вихідне визначення семантичної стійкості, оскільки воно краще сприяє доведенню безпеки в практичних криптосистемах.

## Симетрична криптографія
У разі шифрування з симетричним ключем, нападник не повинен мати можливості обчислювати будь-яку інформацію про відкритий текст із шифротексту. Наприклад, маючи два відкритих тексти однакової довжини та два шифротексти, нападник не спроможний визначити, який шифротекст належить до якого відкритого тексту.

## Асиметрична криптографія
Асиметричний алгоритм шифрування є семантично стійким, якщо обчислювально обмежений нападник не може витягнути значну інформацію про повідомлення (відкритий текст), якщо йому надано лише шифротекст та публічний ключ. Семантична стійкість розглядає лише випадок «пасивного» зловмисника, тобто того, хто генерує та спостерігає шифротекти, використовуючи публічний ключ та відкриті тексти на свій вибір. На відміну від інших визначень безпеки, семантична стійкість не розглядає випадок атаки підібраним шифротекстом, коли зловмисник може вибирати шифротекст та отримувати його розшифрування. Багато семантично стійких схем не захищені від атаки підібраним шифротекстом. Отже, семантична стійкість вважається недостатньою умовою для забезпечення загальної безпеки шифрування.
До семантично стійких алгоритмів шифрування належать Голдвассер-Мікалі, Ель Гамаль та Пейе. Ці схеми вважаються доказово безпечними, оскільки їх семантична стійкість може бути зведена до вирішення важких математичних задач. Семантично нестійкі алгоритми, такі як RSA, можна зробити семантично стійкими, використовуючи схеми наповнення, такі як оптимальне асиметричне наповнення шифрування (OAEP).